# KK Vršac
El Košarkaški klub Vršac Meridianbet, conocido como KK Vršac, es un club de baloncesto de la ciudad de Vršac, en la provincia serbia de Voivodina, que compite en la Košarkaška Liga Srbije, la primera división del país.

## Historia
Evolución del nombre:
- 1946 - Jedinstvo
- 1959 - Mladost
- 1967 - Inex Brixol
- 1977 - Agropanonija
- 1981 - Vršac
- 1989 - Inex
- 1992 - Hemofarm
- 2012 - Vršac

## Posiciones en liga
- 1998 - (1-2)
- 1999 - (10-1)
- 2000 - (4)
- 2001 - (6)
- 2002 - (4)
- 2003 - (5)
- 2004 - (4)
- 2005 - (2)
- 2006 - (5)
- 2007 - (1)
- 2008 - (4)
- 2009 - (3)
- 2010 - (2)
- 2011 - (2)
- 2012 - (8)
- 2013 - (9)

## Palmarés
- Liga de Serbia:
  - Finalista (4): 2004, 2005, 2008, 2010, 2011
- Copa de Serbia:
  - Finalista (3): 2003, 2006, 2008
- Liga del Adriático:
  - Campeón (1): 2005
  - Finalista (1): 2008
- Copa Korac:
  - Finalista (1): 2001

## Jugadores Célebres
| - Danilo Anđušić - Zlatko Bolić - Petar Božić - Milivoje Božović - Đorđe Gagić - Raško Katić - Dušan Kerkez - Bojan Krstović - Milan Mačvan - Boban Marjanović - Stefan Marković - Darko Miličić - Nenad Mišanović - Miljan Pavković - Petar Popović - Boris Savović - Predrag Šuput - Marko Šutalo - Milenko Topić - Dragoljub Vidačić - Vladan Vukosavljević | - Jasmin Hukić - Aleksej Nešović - Saša Vasiljević - Rawle Marshall - Márton Báder - Jerome Jordan - Bojan Bakić - Nebojša Bogavac - Miloš Borisov - Ivan Maraš - Goran Jagodnik - Nebojša Joksimović - Moon Tae-Jong - Mustafa Abdul-Hamid - Robert Conley - Vonteego Cummings - Gerrod Henderson - Kyle Hill - Trey Johnson - Rashad Wright |